# Prćavci
Prćavci är en ort i Bosnien och Hercegovina.   Den ligger i entiteten Federationen Bosnien och Hercegovina, i den södra delen av landet, 100 km sydväst om huvudstaden Sarajevo. Prćavci ligger 125 meter över havet och antalet invånare är 308.
Terrängen runt Prćavci är kuperad åt sydost, men åt nordväst är den platt. Terrängen runt Prćavci sluttar söderut. Närmaste större samhälle är Ljubuški, 10,2 km nordväst om Prćavci. 
Trakten runt Prćavci består i huvudsak av gräsmarker. Runt Prćavci är det ganska tätbefolkat, med 93 invånare per kvadratkilometer.